# 서산 어리굴젓 축제
서산 어리굴젓 축제는 충청남도 서산시 부석면 간월도리에서 개최되는 지역 축제다. 2017년 기준 3회 째 개최되고 있다.

## 체험 행사
- 갯벌 체험 : 갯벌 조개를 캘 수 있는 체험이다. 무료 체험이다.
- 황금조개를 찾아라 : 갯벌 체험을 하면서 황금조개 모형을 찾으면 경품을 증정받을 수 있다.

- 독살체험 : 조수간만의 차를 이용한 전통 어로법을 체험할 수 있다. 참가비는 10,000원이다.
- 굴&바지락까기 : 굴과 바지락을 까서 부침개를 만들어 어리굴젓과 함께 맛본다.
- 어선 체험 : 간월도 앞바다 관광
- 수산물 맨손잡기 : 참가비 5000원
- 어린이 낚시터 : 만 7세 미만 아동에 한하여 작은 쪽대로 수산물을 잡는 체험이다.
- 수산물 숯불구이 : 직접 잡은 수산물을 숯불구이로 맛볼 수 있다.
- 수산물 경매체험 : 수산물 깜짝 경매를 통해 저렴한 가격에 수산물을 제공한다.
- 에어바운스 놀이터 : 만 7세 미만 어린이들을 위한 놀이터
- 소원 풍등 체험 : 풍등에 소원을 적어 폐막선언 후 하늘로 날린다.
- 연 만들기 체험 : 직접 연을 만들어 하늘로 날린다.
- 서산어리굴젓 시식
- 어리굴젓 OX 퀴즈 : 퀴즈 정답자에게 수산물 경품을 증정한다.
- 갯마을 장터 운영 : 간월도 부녀회에서 식당을 운영한다.

## 축제 연혁
| 회차 | 연도 | 일시(기간)                  | 축제장소                    |
| ---- | ---- | --------------------------- | --------------------------- |
| 1    | 2015 | 11월 13일 ~ 15일 (3일)      | 서산시 부석면 간월도리 일원 |
| 2    | 2016 | 10월 29일 ~ 30일 (2일)      | 서산시 부석면 간월도리 일원 |
| 3    | 2017 | 9월 16일 ~ 10월 15일 (30일) | 서산시 부석면 간월도리 일원 |

## 같이 보기
- 간월도
- 어리굴젓